# Trillium undulatum
Trillium undulatum är en nysrotsväxtart som beskrevs av Carl Ludwig von Willdenow. Trillium undulatum ingår i släktet treblad, och familjen nysrotsväxter. Inga underarter finns listade.

## Bildgalleri

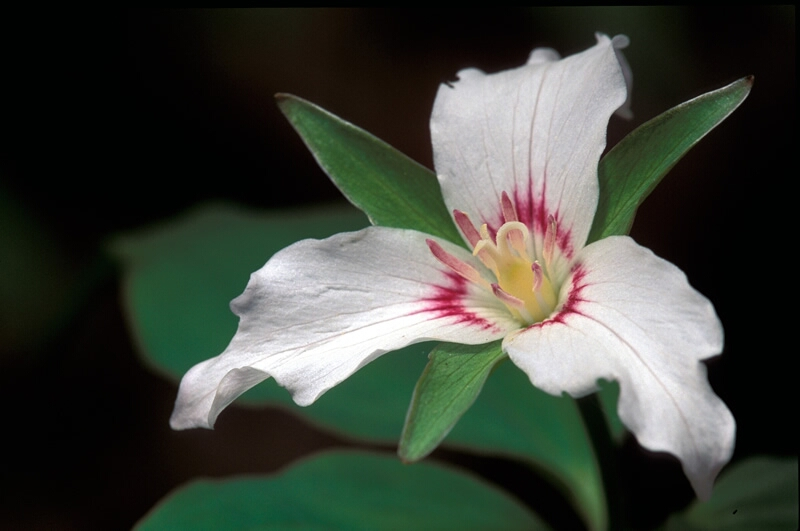